# Cliftondale Park
Cliftondale Park est une census-designated place située dans le comté d'Alleghany, dans l’État de Virginie, aux États-Unis. Lors du recensement de 2020, elle comptait 266 habitants.